# Autoestrada A9
La Autoestrada A9 (o A9) è un'autostrada portoghese lunga 30 chilometri. Essa costituisce la tangenziale esterna di Lisbona, partendo dalla zona dello Stadio Nazionale di Jamor fino ad arrivare a Alverca do Ribatejo.